# Sapphire
Sapphire es un satélite artificial patrocinado en parte por el Departamento de Defensa de los Estados Unidos. Fue lanzado el 30 de septiembre de 2001 mediante un cohete Athena desde la base de lanzamiento de Kodiak, en Alaska.
Sapphire fue construido por estudiantes de la Universidad de Stanford y portaba un sensor experimental infrarrojo de horizonte, un sintetizador de voz y una cámara digital.
El satélite pesaba unos 16 kg y tenía unos 50 cm de diámetro.